# معركة نخل
معركة نخل وقعت بين 13–21 فبراير 1917م خلال حملة سيناء وفلسطين في الحرب العالمية الأولى عند نخل بسيناء ، بين قوات الإمبراطورية البريطانية من جهة والقوات العثمانية وبدو سيناء، نتج عن المعركة تراجع الحاميات العثمانية من سيناء.